# Marian Pardela
Marian Stefan Pardela (ur. 1 kwietnia 1935 w Skałacie, zm. 31 stycznia 2021 w Zabrzu) – polski lekarz, chirurg, transplantolog, profesor doktor habilitowany nauk medycznych, twórca polskiej szkoły chirurgii bariatrycznej i metabolicznej.

## Życiorys
Był kresowiakiem, synem Juliana, zastępcy komendanta Policji Państwowej w Skałacie i Heleny Kańskiej, krawcowej, pochodzącej z Zawiercia. We wrześniu 1939 jego ojciec został aresztowany przez sowieckie NKWD i wywieziony do obozu w Ostaszkowie, a w kwietniu 1940 zamordowany w Kalininie, przez co Marian z matką i siostrą Alicją musiał się ukrywać do lipca 1941, kiedy od władz niemieckich uzyskali zgodę na wyjazd do Zawiercia.
W latach 1951–1954 uczył się w Państwowym Liceum Felczerskim w Siemianowicach Śląskich, otrzymując dyplom felczera. W 1954 rozpoczął studia na Wydziale Lekarskim Śląskiej Akademii Medycznej im. Ludwika Waryńskiego w Zabrzu-Rokitnicy, które ukończył w 1961, uzyskując dyplom lekarza.
Był uczniem chirurgów ze ŚAM: prof. dra hab. Józefa Gasińskiego, twórcy (górno)śląskiej szkoły chirurgicznej oraz prof. dra Stanisława Szyszko. Po odbyciu stażu podyplomowego pracował w klinikach chirurgicznych i szpitalach:
- 1962–1964 – w II Klinice Chirurgii Ogólnej ŚAM w Zabrzu, jako asystent w zespole prof. Gasińskiego,
- 1964–1974 – w tej samej klinice, przemianowanej na I Klinikę Chirurgii Ogólnej w Zabrzu, której kierownikiem został prof. Szyszko,
  - 1965–1967 – odbywał okresową służbę wojskową, pracując jednocześnie jako wolontariusz w klinice prof. Szyszko,
- 1972–1974 – wyjechał do Tanzanii, gdzie był ordynatorem oddziału chirurgicznego Szpitala Bombo w Tanga oraz pełnił obowiązki konsultanta regionu Tanga,
- 1974 – w Klinice Chirurgii Klatki Piersiowej w Zabrzu (powstałej w 1972 z przekształcenia I Kliniki Chirurgii Ogólnej), której kierownikiem był doc. dr hab. Kazimierz Czyżewski,
- 1974–1976 – w nowo powołanej Klinice Chirurgii Przewodu Pokarmowego w Katowicach-Ligocie, kierowanej przez doc. dr hab. Zygmunta Górkę, biorąc czynny udział w jej organizowaniu,
- 1976–1985 – w II Katedrze i Klinice Chirurgii Ogólnej w Bytomiu prowadzonej przez prof. Szyszko, a od 1980 przez prof. dr hab. Jana Skrzypka,
  - 1980–1981 – wyjechał do Nigerii, gdzie pracował jako specjalista chirurg w Lagos,
- 17 czerwca 1985 został powołany na stanowisko kierownika II Katedry i Kliniki Chirurgii Ogólnej i Naczyń ŚAM w Zabrzu (przemianowanej w 2003 na Katedrę i Oddział Kliniczny Chirurgii Ogólnej i Operacyjnego Leczenia Otyłości), którą prowadził do 30 września 2005, tj. do momentu przejścia na emeryturę,
- 2006–2019 – w Klinice Chirurgii Onkologicznej i Rekonstrukcyjnej Instytutu Onkologii w Gliwicach, od 2018 jako wolontariusz.

Specjalistą w dziedzinie chirurgii ogólnej pierwszego stopnia został w 1965, a drugiego stopnia w 1969.
Stopień naukowy doktora nauk medycznych uzyskał 28 czerwca 1967 na Wydziale Lekarskim ŚAM (w Zabrzu) po obronie rozprawy pt. Wpływ mieszanych stopów metalowych na gojenie się tkanki kostnej w warunkach doświadczalnych, której promotorem był prof. dr Stanisława Szyszko. W dniu 23 czerwca 1977 na podstawie całokształtu dorobku naukowego i rozprawy habilitacyjnej pt. Wpływ doświadczalnego wyłączającego zespolenia jelitowo-biodrowego na czynnościowe i submikroskopowe zmiany w wątrobie w zależności od czasu obserwacji, Rada Wydziału Lekarskiego ŚAM nadała mu stopień naukowy doktora habilitowanego w zakresie chirurgii.
Był promotorem 28 rozpraw doktorskich i jednej pracy magisterskiej. Recenzował wiele rozpraw doktorskich, habilitacyjnych i wniosków o nadanie tytułu profesora. Pod jego kierunkiem 19 lekarzy uzyskało specjalizację z chirurgii.
Profesor Pardela zmarł nagle (w związku z pandemią COVID-19) 31 stycznia 2021 w Zabrzu. Uroczystości pogrzebowe odbyły się 6 lutego 2021 r. w kościele pw. Św. Anny w Zabrzu i na cmentarzu parafialnym św. Anny w Zabrzu, gdzie został pochowany (pole VIII, grób nr 617).

## Twórczość naukowa
Opublikował 262 prace naukowe i 148 streszczeń. Na sympozjach i kongresach zaprezentował 203 tematy. Ponadto był redaktorem i współautorem 3 monografii:
- Marek Dróżdż, Andrzej Kozłowski, Marian Pardela, Zastosowanie żywienia pozajelitowego w chorobach wyniszczających, pod red. Mariana Pardeli, Katowice: Śląska Akademia Medyczna, 1994, ss. 64, ISBN 83-901107-4-1,
- Współczesne rozpoznawanie i leczenie guzów sutka u kobiet, praca zbiorowa pod red. Mariana Pardeli, Katowice: Śląska Akademia Medyczna, 1997, ss. 348, ISBN 83-87114-35-9,
- Diagnostyka i postępowanie w raku przełyku, pod red. Mariana Pardeli, Katowice: Śląska Akademia Medyczna, 2001, ss.263, ISBN 83-87114-13-8 (równocześnie podręcznik akademicki).

## Odznaczenia
- Krzyż Oficerski Orderu Odrodzenia Polski (2005)[3]
- Krzyż Kawalerski Orderu Odrodzenia Polski (1999)
- Odznaka honorowa „Za zasługi dla ochrony zdrowia” (2007)
- Srebrny Medal „Opiekun Miejsc Pamięci Narodowej” (1992)
- Medal „Pro Memoria” (2005)

## Życie prywatne
Profesor Pardela był żonaty (1959) z lwowianką Ewą Pardelową (córką dra Mariana Geislera, pierwszego dyrektora administracyjnego ŚAM), z którą miał dwóch synów: Andrzeja (1960) i Artura (1965).
Poza chirurgią pasjonował się sportem, czynnie uprawiając go w kilku dyscyplinach i uzyskując liczne osiągnięcia zwłaszcza w pływactwie, tenisie ziemnym i strzelectwie. Jako syn ofiary zbrodni katyńskiej był aktywnym członkiem Zarządu Stowarzyszenia Rodziny Katyńskiej (od 1993) oraz Honorowym Wiceprzewodniczącym budowy Pomnika Katyńskiego w Katowicach (1996–1999). Za działalność katyńską otrzymał w 1992 srebrny Medal „Opiekun Miejsc Pamięci Narodowej”, a w 2005 Medal „Pro Memoria”.